# Magdalena Caterina de Wittelsbach
Magdalena Caterina de Wittelsbach (en alemany Magdalena Katharina von Pfalz-Zweibrücken) va néixer a Zweibrücken (Alemanya) el 26 d'abril de 1607 i va morir a l'exili, a Estrasburg, el 20 de gener de 1648. Era una noble alemanya filla de Joan II de Wittelsbach (1584-1648) i de Caterina de Rohan-Frontenay (1578-1607).
Va ser comtessa palatina de Zweibrücken, i arran del seu casament, duquessa i comtessa palatina de Birkenfeld. Magdalena Catalina va portar com a dot al seu marit, el districte de Bischweiler, a Alsàcia. La parella va viure inicialment al castell de Birkenfeld, fins que més tard es va fer construir una nova residència familiar. Bischweiler va ser totalment destruïda el 1635 enmig de la Guerra dels Trenta Anys.

## Matrimoni i fills
El 14 de novembre de 1630 es va casar a Zweibrücken amb Cristià I de Birkenfeld-Bischwieler (1598-1654), fill del comte palatí Carles I de Zweibrücken-Birkenfeld (1560-1600) i de Dorotea de Brunsvic-Luneburg (1570-1649). El matrimoni va tenir nou fills:
- Un fill nascut mort el 1631.
- Gustau Adolf, nascut i mort el 1632.
- Joan Cristià, nascut i mort el 1633.
- Dorotea Caterina (1634-1715), casada amb Joan Lluís de Nassau-Ottweiler (1625-1690).
- Lluïsa Sofia (1635-1691).
- Cristià II (1637-1717), casat amb Caterina Àgata de Rappoltstein (1648-1683).
- Joan Carles (1638-1704), casat primer amb la princesa Sofia Amàlia de Zweibrücken (1646-1695), i després amb Ester Maria de Witzleben (1665-1725).
- Anna Magdalena (1640-1693). casada amb Joan Reinhard II de Hanau-Lichtenberg (1628-1666).
- Clara (1643-1644).